# Liste der Monuments historiques in Forstfeld
Die Liste der Monuments historiques in Forstfeld führt die Monuments historiques in der französischen Gemeinde Forstfeld auf.

## Liste der Objekte
| Bezeichnung   | Beschreibung                   | Standort                                         | Kennzeichnung | Schutzstatus | Datum | Bild |
| ------------- | ------------------------------ | ------------------------------------------------ | ------------- | ------------ | ----- | ---- |
| Orgel         | 1839 von Stiehr-Mockers gebaut | in der protestantischen Kirche St-Étienne (Lage) | PM67001013    | Classé       | 1995  |      |
| Orgelprospekt | 1839 von Stiehr-Mockers gebaut | in der protestantischen Kirche St-Étienne (Lage) | PM67000745    | Classé       | 1995  |      |